# 24 Horas (episodio de ER)
"24 Horas" es el primer episodio de la primera temporada de la serie de televisión ER, además del episodio piloto de esta serie.

## Producción
En 1974, Michael Crichton creó un guion para una película sobre la base de sus experiencias como estudiante de medicina durante su juventud, quedando aquel sin embargo guardado durante 20 años. A principios de la década de 1990, Crichton junto a Steven Spielberg reciben la idea de crear una serie de televisión del carácter de drama médico a partir del guion, siendo recibida la idea con suspicacia por la NBC.
En 1994 con la ausencia de un set, las filmaciones comienzan en Los Ángeles, en el Hospital Comunitario Linda Vista, el cual había cesado de funcionar en 1990. El primer elenco principal de la serie se componía de 4 hombres y 1 mujer:
- Anthony Edwards como el Dr. Mark Greene, jefe de residentes de la sala de urgencias.
- George Clooney como el Dr. Doug Ross, pediatra de urgencias.
- Sherry Stringfield como la Dra. Susan Lewis, residente de medicina de urgencias.
- Noah Wyle como John Carter, estudiante de medicina.
- Eriq la Salle como el Dr. Peter Benton. residente de cirugía.

- Datos: Q4631867